# Best-est
A Best-est Okui Maszami első koncertalbuma, mely 1999. június 4-én jelent a King Records kiadó jóvolából. Az albumon a Do-Can koncertturné egyik állomásának felvétele hallható, ugyanis a koncert annyira sikeres volt, hogy úgy döntött a kiadó, hogy kiadják lemezen. A siker nem maradt el, hisz annak ellenére, hogy csak 20 000 példányszámban jelent meg a CD, a heti japán lemezeladási listának a huszonegyedik helyét érte el, és két hét alatt elkelt az összes.

## Dalok listája

### CD 1
1. Dare jori mo zutto... (誰よりもずっと...?) 3:41
2. Jume ni konnicsiva (Tanosii Willow Town) (夢にこんにちは ～ウイロータウン物語～?) 3:18
3. Reincarnation 5:05
4. My Jolly Days 5:35
5. It’s Destiny (jatto meguri aeta) (It's DESTINY ～やっと巡り会えた～?) 5:05
6. Live Alone (szennen tattemo) (Live alone…千年たっても?) 3:58
7. Get Along 4:13
8. Mask 4:21
9. Shake It 5:07
10. Dzsama va szaszenai (邪魔はさせない?) 4:55
11. Naked Mind 4:28
12. J 4:44
13. Spirit of the Globe 4:49

### CD 2
1. Rinbu-Revolution (輪舞-revolution-?) 4:35
2. I Can’t... (a.c. Version) 7:02
3. Szouda, zettai. (そうだ、ぜったい。?) 4:39
4. Birth 4:24
5. Taijó no hana (太陽の花?) 4:36
6. Aka (朱-AKA-?) 4:42
7. Koisimaso nebarimaso (恋しましょ ねばりましょ?) 4:04
8. Never Die 4:23
9. Key 4:12
10. Teno hira no kakera (手のひらの破片?) 4:32
11. Tensi no kjúszoku (天使の休息?) 4:11